# غوران (قبيلة كردية)

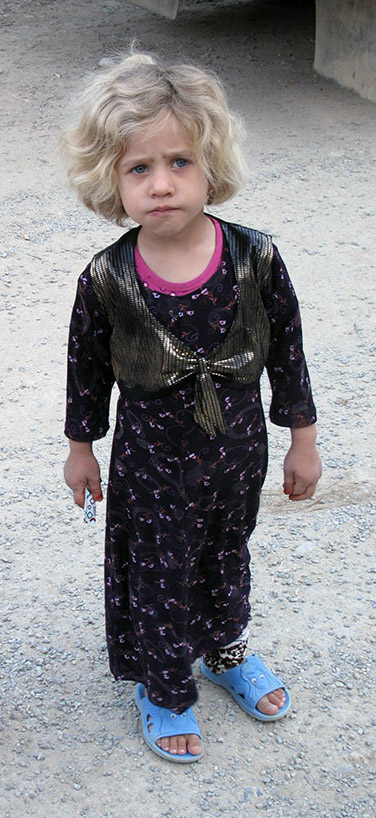
طفلة كورانية بالزي الكردي.

غوران أو جوران (بالكردية: گۆران، Goran)‏ هي قبيلة كردية، واحدة من أقدم القبائل الموجودة في منطقتي كرمانشاه وإيلام، يعيش معظم هذه القبيلة في وحول مدن حلبجة والسليمانية وتونجلي وأقلية منهم في شرق كرمانشاه وإيلام وجنوب غرب إقليم كردستان والباقي منتشرون في أجزاء أخرى من إيران.

## الفروع
تتكون قبيلة غوران من العشائر التالية:
1. بيفانيجي
2. شوانكاري
3. توفانتشي
4. كيريندي
5. ياسمي
6. جلخاني
7. غالي زنجيري